# Parque Alberto Andrade Carmona
El Parque Alberto Andrade Carmona o Parque del Amor es un parque ubicado en el distrito de Miraflores, en Lima, Perú. Fue inaugurado el 14 de febrero de 1993.

## Descripción
Está ubicado en el malecón Cisneros, lugar que conforma el malecón de Miraflores. Allí se encuentra El beso, de Víctor Delfín, una escultura de gran tamaño de personas besándose. El lugar tiene una vista del litoral limeño y el puente Eduardo Villena Rey. El parque está rodeado de mosaicos con frases y poemas sobre el amor en español y quechua. La decoración en trencadís está inspirada en el Parque Güell de Barcelona, España, diseñado por Antoni Gaudí. Fue elegido por la revista National Geographic como uno de los lugares más románticos del mundo.
Desde 2014 fue renombrado como Parque Alberto Andrade Carmona, en honor al fallecido burgomaestre limeño que lo inauguró durante su gestión como alcalde de Miraflores.

## Galería

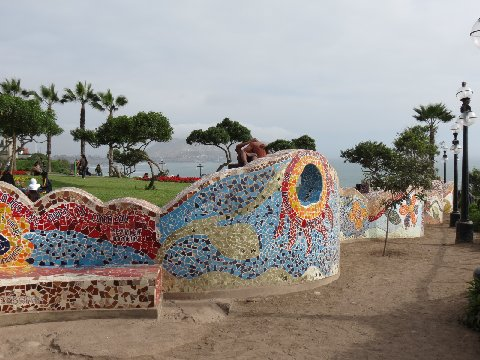
Mosaicos
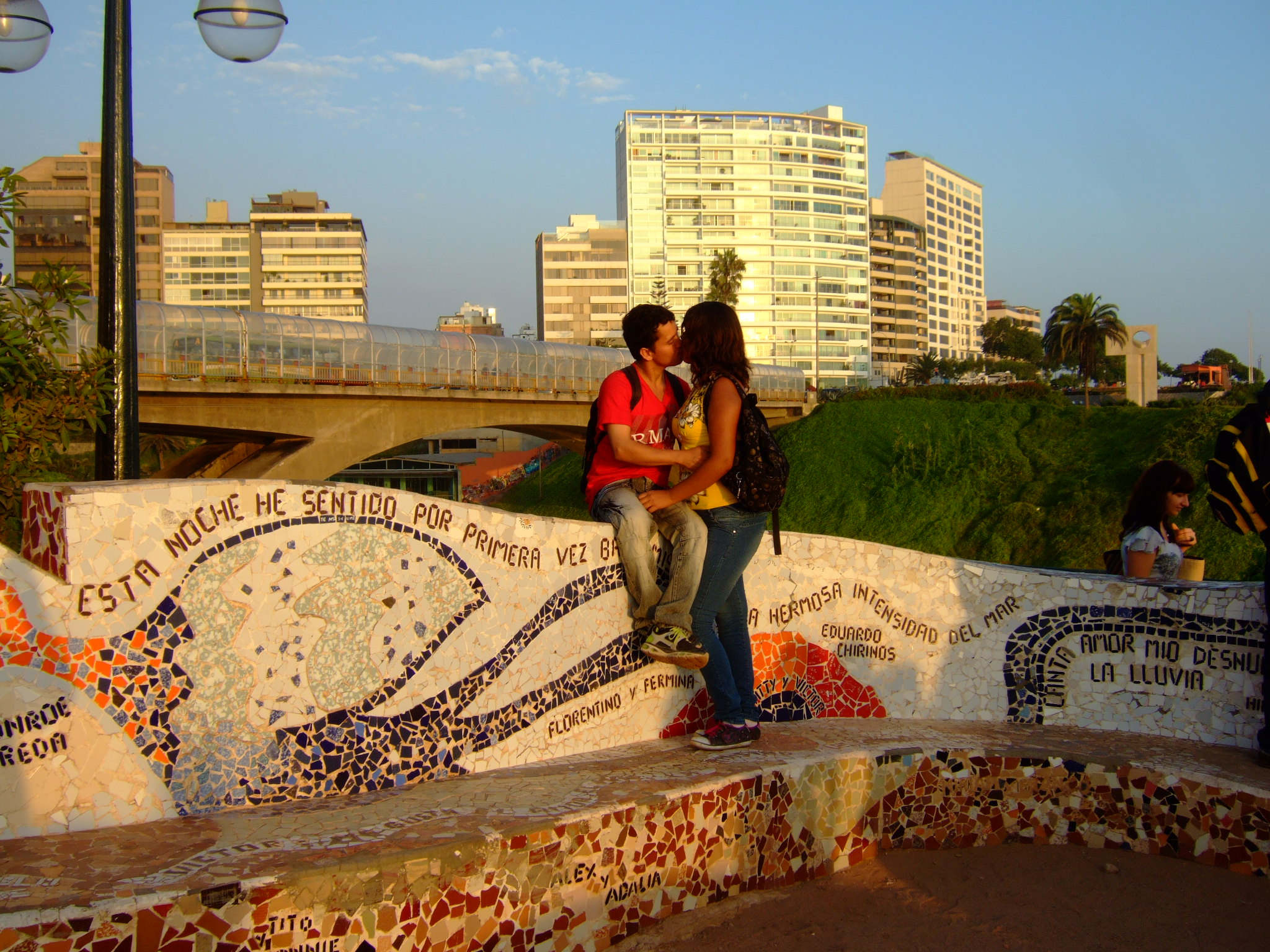
Vista hacia el sur
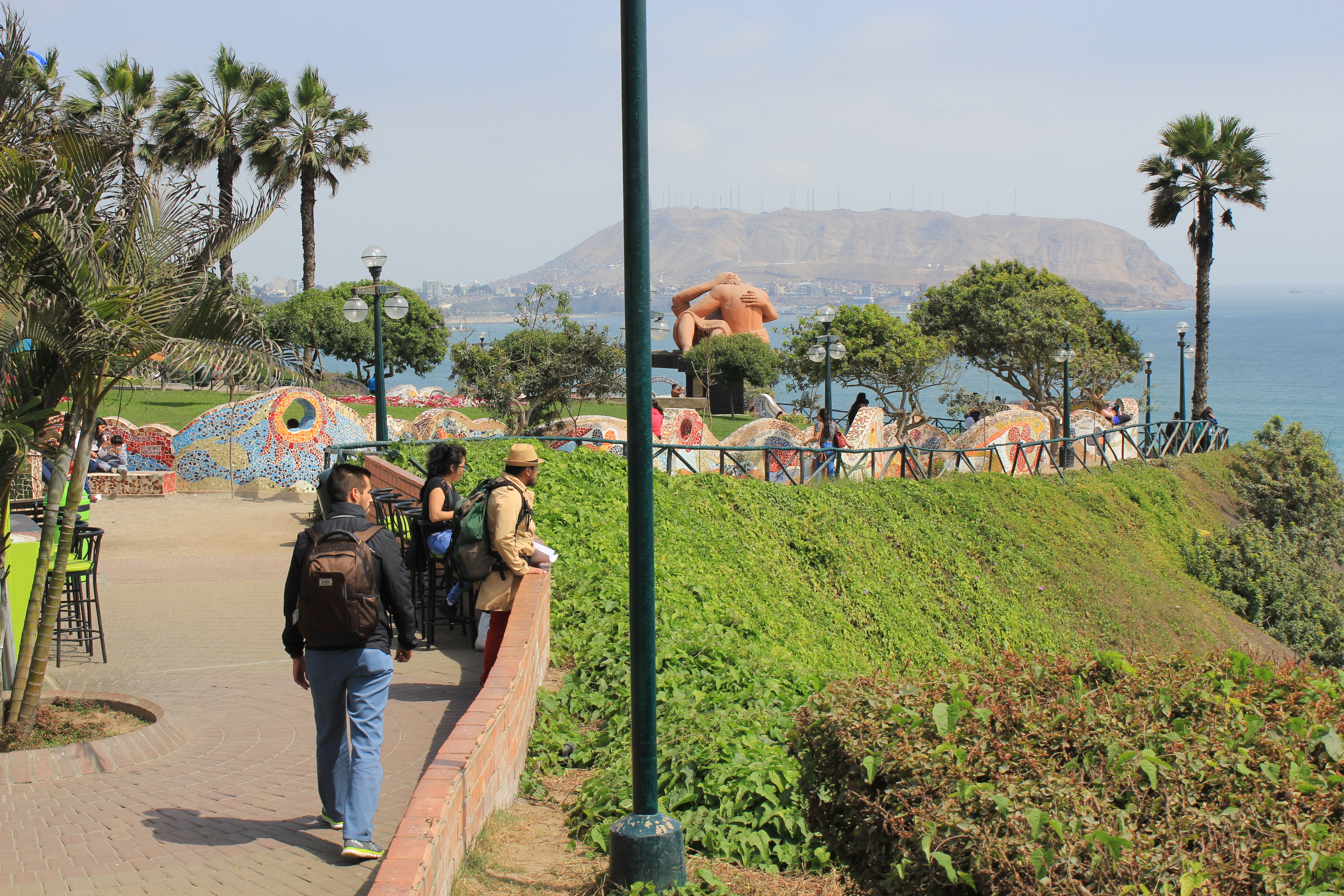
Sendero junto al malecón
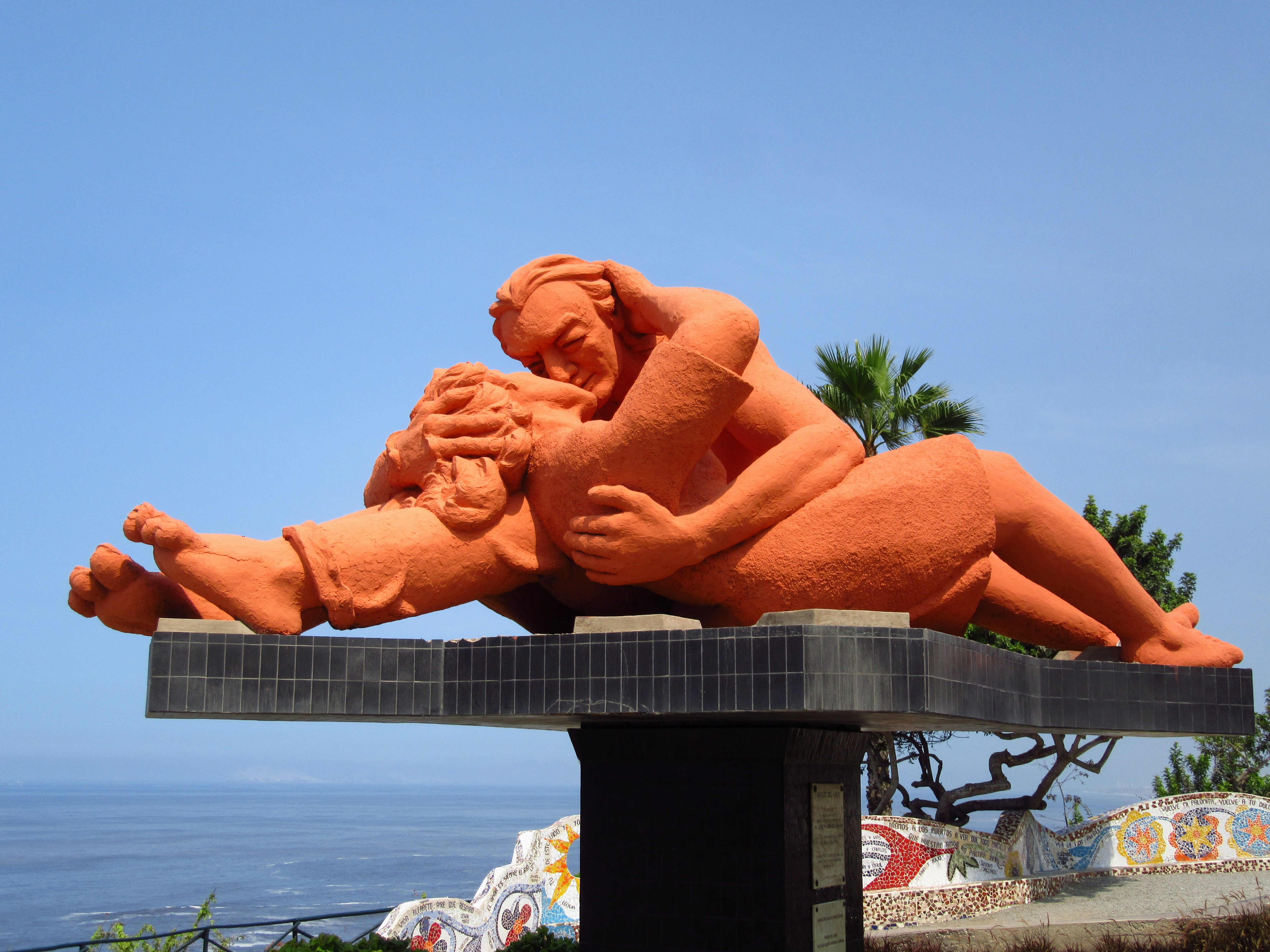
El beso de Víctor Delfín